# Vatu
Vatu (Vt - Vanuatu vatu) eller Dollar är den valuta som används i Vanuatu i Stilla havet. Valutakoden är VUV. 1 Vatu har inga underenheter.
Valutan infördes under år 1983 och ersatte det nyhebridiska pundet som officiell valuta och den australiska dollarn som faktisk valuta.
På 5000 VUV sedeln avbildas ett hopptorn i bambu från ön Pentecoast (Pingstön). Den lokala riten där unga män hoppar från dessa torn fastbundna i fötterna med lianer gav inspiration till det numera så kända Bungee-Jumping (Bungyjump).

## Användning
Valutan ges ut av Reserve Bank of Vanuatu - RBV som grundades 1980 och har huvudkontoret i Port Vila.

## Valörer
- mynt: 1, 2, 5, 10, 20, 50 och 100 Vatu
- underenhet: saknas
- sedlar: 100, 200, 500, 1000 och 5000 VUV